# Kinlet
Kinlet är en civil parish i Storbritannien.   Den ligger i kommunen Shropshire och riksdelen England, i den södra delen av landet, 180 km nordväst om huvudstaden London.